# Kinrooi
Kinrooi är en kommun i Belgien.   Den ligger i provinsen Limburg och regionen Flandern, i den nordöstra delen av landet, 100 km öster om huvudstaden Bryssel. Antalet invånare är 12 247.
Omgivningarna runt Kinrooi är en mosaik av jordbruksmark och naturlig växtlighet. Runt Kinrooi är det tätbefolkat, med 511 invånare per kvadratkilometer.